# Morula

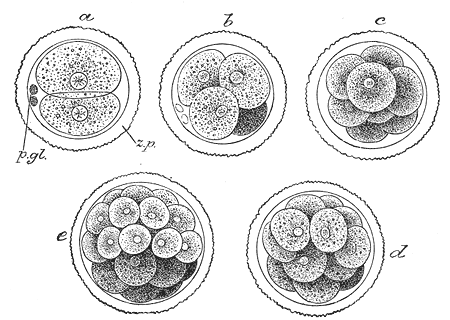
De ontwikkeling van een zygote (a) tot morula (e).

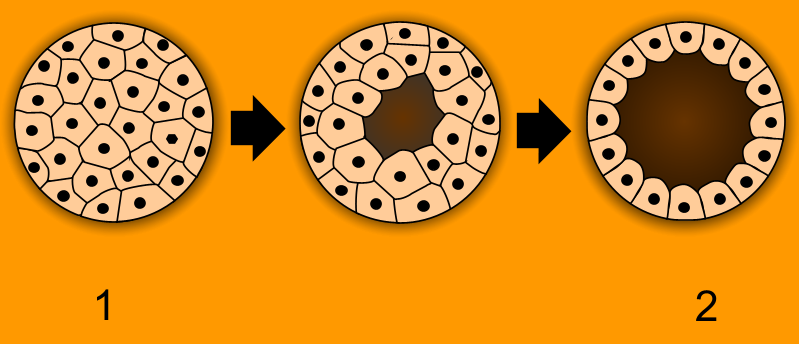
1 Morula, 2 Blastula

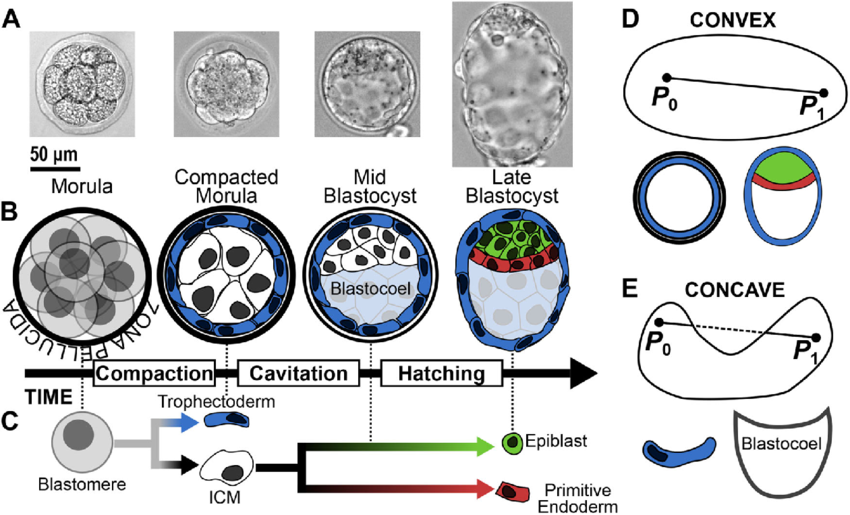
Morfogenetische gebeurtenissen tijdens de ontwikkeling voor de innesteling bij een muizenembryo

De morula (Latijn voor moerbeitje) is een embryo in de vroegste embryonale ontwikkeling, bestaande uit 16 tot 32 kleine diploïde cellen, die in de glashuid zitten.
De morula wordt gevormd uit de bevruchte eicel, de zygote, door een snelle celdeling (mitose). Tijdens het 3 tot 4 dagen durende verblijf in de eileider ondergaat deze zygote klievingsdelingen. De delende cellen groeien niet voor ze delen, waardoor het totale volume ongeveer gelijk blijft. De cellen blijven ook goed samen door de aanwezige glashuid. Nadat er minstens 16 kleinere cellen zijn gevormd, beginnen de cellen zich voor het eerst te differentiëren. Elk van deze cellen is totipotent, waardoor ze elk apart kunnen uitgroeien tot een nieuwe en individuele cel. Door celsplitsing in deze fase kunnen dan ook eeneiige tweelingen ontstaan.
De morula is ondertussen aangekomen in de baarmoeder en drijft verder in het vocht dat door het baarmoederslijmvlies wordt afgegeven en dat voor voedingsstoffen zorgt. De celdelingen gaan door, totdat de morula is uitgegroeid tot een massief klompje cellen, dat door de toenemende druk ten slotte uit het glasvlies barst en daarna een blastula wordt genoemd. De blastula is een vroeg embryonaal stadium van meercellige dieren na het morula-stadium, die tijdens de blastulatie gevormd wordt. In engere zin is de blastula slechts de ‘blaaskiem’ die bij veel dieren wordt aangetroffen en die een met vloeistof gevulde holte omsluit, de zogenaamde blastocoel of blastocystholte bij de coeloblastula. Alleen bij zoogdieren ontwikkelt de blastula zich eerst nog tot de blastocyste.